# Volkssturm

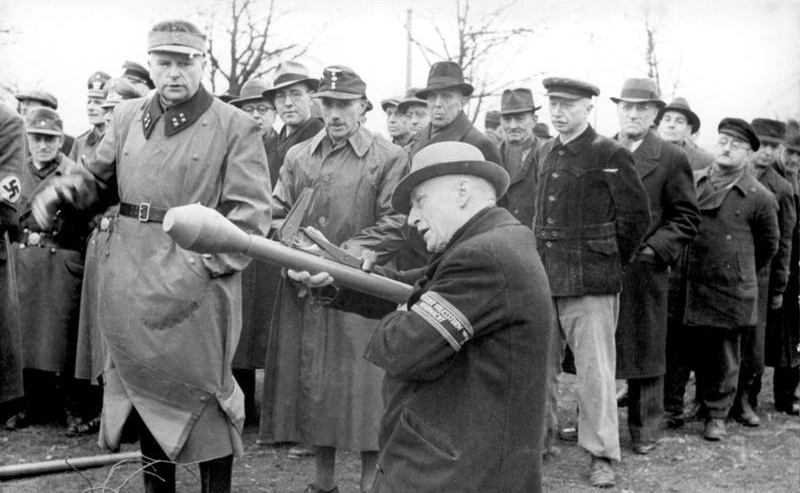
Un oficial del Volkssturm ensenya l'ús de l'arma antitancs Panzerfaust a un combatent major de 60 anys, en els preparatius de la defensa de Berlín, a principis de 1945.

El Volkssturm (que es pot traduir com a «Tempesta del poble» o «Assalt popular», en el sentit de forces d'atac) va ser la milícia nacional alemanya, creada en els últims mesos del Tercer Reich, el 18 d'octubre de 1944 sota les ordres de Joseph Goebbels. Tots els homes entre els 16 i 60 anys van ser conscrits i integrats en el pla de defensa del Reich contra l'avanç de l'Exèrcit Roig a l'est, i les tropes anglo-americanes a l'oest i al sud.

## Creació
Si bé la idea de crear el Volkssturm es va originar el 1935, no va ser sinó fins al 1944, que Martin Bormann, sota ordre directa de Hitler, va reclutar gairebé sis milions d'alemanys per formar una milícia nacional. La unitat bàsica del Volkssturm era un batalló de 642 homes, compostos en la seva majoria per membres de les Joventuts Hitlerianes, ancians, invàlids i persones considerades anteriorment no aptes per a prestar servei militar. Durant els últims mesos de la guerra, el Volkssturm era sota el comandament del cap de les Schutzstaffel Heinrich Himmler, i va participar en la defensa de Berlín.
Tret notable del Volkssturm va ser que des de l'inici Hitler i Himmler van insistir no només en la preparació estrictament militar dels reclutes sinó a més a omplir-les de fanatisme nazi, per així determinar-los a combatre fins a la seva aniquilació, per això el Volkssturm no començava a operar sota el control directe de la Wehrmacht, sinó sota la direcció del mateix Partit Nacional Socialista Alemany dels Treballadors (NSDAP), mitjançant els seus caps locals de cada ciutat o regió.

## Graus, uniforme i insígnia

Braçalet oficial dels combatents del Volkssturm, utilitzat en el braç esquerre, amb la inscripció Deutscher Volkssturm; Wehrmacht ("Volkssturm alemany; Wehrmacht")

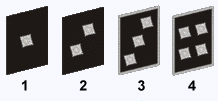
Gruppenführer (1), Zugführer (2), Kompanieführer (3), Bataillonsführer (4)

L'uniforme de color gris consistia en un braçalet al braç esquerre amb tres galons vermell-negre-vermell amb la inscripció «Deutscher Volkssturm Wehrmacht» franquejada per dues àguiles, a més se li afegeixen pins platejats al collar del membre, que designaven el seu grau. Com que la Wehrmacht no va poder lliurar uniformes a tots els seus membres, la majoria portava roba civil o l'uniforme de treball, entre ells l'uniforme de conductor de trens era molt popular. També predominava l'uniforme marró de les Joventuts Hitlerianes, i els soldats soviètics de vegades no els disparaven en pensar que eren del seu bàndol (unitats de l'Exèrcit Roig usaven uniformes d'una tonalitat marró semblant) i quan els capturaven pensaven que eren espies. La insígnia del Volkssturm era la següent:
| Rang              | Equivalent         | Insígnia          |
| Rang              |                    |                   |
| Bataillionsführer | Líder de batalló   | (falta la imatge) |
|                   |                    |                   |
| Kompanieführer    | Líder de companyia |                   |
|                   |                    |                   |
| Zugführer         | Líder de secció    |                   |
|                   |                    |                   |
| Gruppenführer     | Líder de pelotó    |                   |
|                   |                    |                   |
| Volkssturmmann    | Recluta            | Recluta de les SS |

Els militants usaven sovint armes del derrotat exèrcit italià, així com armes antigues que havien estat donades de baixa per l'exèrcit, i fins i tot armes de divers origen (França, Polònia, Bèlgica, Unió Soviètica) que la Wehrmacht havia capturat i guardava durant anys en els seus dipòsits. Això va causar greus problemes de logística, ja que era molt difícil obtenir subministraments adequats per a unitats que usaven armes tan diferents, també se'ls van donar milers de Panzerfaust, un llança coet de 60mm amb mires per a 30,50 i 80 metres, arma fàcil de fabricar i de gran eficàcia antitancs però que només podia utilitzar-se una vegada com que no era possible recarregar-la. A més d'estar pobrament armats, les tropes no tenien gaire munició per al combat, i en alguns casos se'ls van lliurar únicament deu bales a cada soldat.

## Acompliment
Els membres del Volkssturm van ser reclutats massa tard i no hi va haver prou temps per donar-los l'entrenament adequat, ja que van ser constituïts en milícies a l'octubre de 1944 i tot just quatre mesos després d'això (al febrer de 1945) l'Exèrcit Roig entrava a Prússia Oriental mentre el 9 març 1945 les tropes dels Estats Units creuaven el riu Rin, en depassar l'última barrera geogràfica que defensava Alemanya, a més la Wehrmacht necessitava urgentment al front de combat tots els seus homes experimentats i per això els reclutes del Volkssturm no tenien instructors adequats. Moltes vegades els escassos instructors disponibles solien ser veterans de la Primera Guerra Mundial que desconeixien el maneig d'armes modernes. Oficialment s'havia ordenat que les milícies formades mitjançant el Volkssturm prestarien servei només per a defensar la seva localitat d'origen, però a mesura que la situació bèl·lica del Tercer Reich es feia més desesperada i augmentaven les baixes de la Wehrmacht, els líders nazis enviaven milicians del Volkssturm directament a combatre a qualsevol lloc del front on fos necessari, mobilitzant les milícies fora de les seves pròpies localitats.
Com a resultat d'aquest deficient entrenament, en molts casos els reclutes eren enviats al front sense haver après ni tan sols a gestionar bé el seu propi armament, a més de ser evident la seva total inexperiència en combat. D'aquesta manera nombrosos milicians van morir negligentment, molts van practicar desercions massives al front, o van capitular gairebé sense lluita davant l'avanç enemic. Ho van fer centenars de reclutes del Volkssturm davant tropes nord-americanes a la conca del Ruhr, per això els historiadors estan d'acord que el valor tàctic d'aquestes tropes improvisades era negligible, i llevat dels casos concrets de la Batalla de Berlín i el setge de Breslau, la seva actuació no va afectar gaire l'avanç de l'enemic.

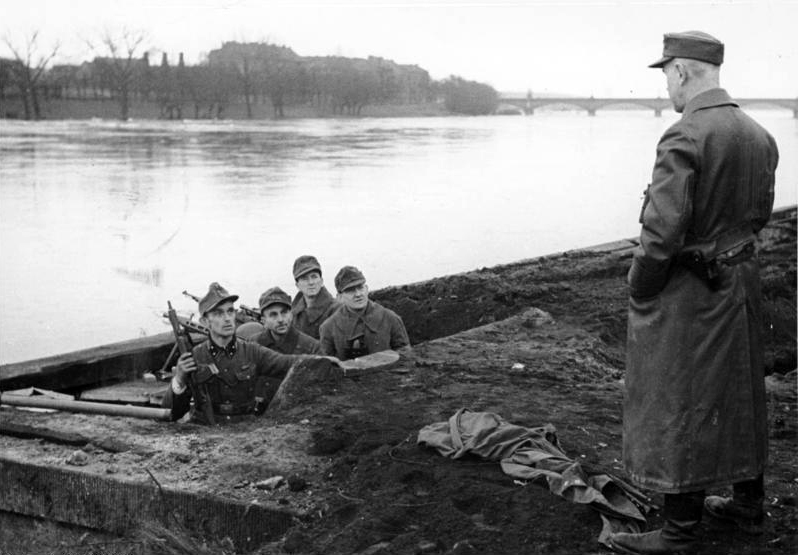
Defensa de l'Oder pel Volkssturm, febrer 1945

A la batalla de Berlín, la tropa va patir altíssimes baixes, moltes vegades a mans de les mateixes tropes alemanyes, ja que sense experiència de combat creuaven la línia de foc dels seus propis companys, i eren abatuts enmig de la confusió. En considerar-la com l'última batalla contra el comunisme els membres del Volkssturm a Berlín, en majoria nadius de la mateixa ciutat van lluitar durament, encara que poc van poder fer per evitar la derrota final.
A Breslau, actualment Wrocław, la situació va ser diferent, ja que la ciutat va resistir a l'Exèrcit Roig des del 14 de febrer del 1945 fins al 6 de maig del mateix any, quan els supervivents del Volkssturm (molts d'ells adolescents i ancians) sota el comandament del General Hermann Niehoff, es van rendir exhaustos en quedar-se sense municions i vivers i s'havien assabentat de la caiguda de Berlín dies abans. No obstant això, els combatents de Breslau van aconseguir destruir diversos tancs soviètics amb les Panzerfausts i van causar moltes baixes a l'Exèrcit Roig.

## Membres notables
- Ernst Tiburzy, va rebre la Creu de Cavaller de la Creu de Ferro.
- Helmut Fischer, titular de la Creu de Ferro als catorze anys.
- Otto Herzog, titular de la Creu de Cavaller.
- Karl Pakebusch, titular de la Creu de Cavaller.
- Otto Dix, pintor modernista i veterà de la Primera Guerra Mundial.
- Hans Modrow, Canceller de l'Alemanya Oriental entre 1989 i 1990.
- Martin Heidegger, filòsof.